# Intorlerance... あるいは暮林助教授の逆説
『Intorlerance... あるいは暮林助教授の逆説』は、川原泉の漫画作品。1985年（昭和60年）に「花とゆめ」18号、19号に掲載された。

## 概要
ギャグは散りばめられているものの、シリアスなタッチでストーリーは展開し、男女関係に絡んだ殺人が仄めかされるなど、全体に暗い雰囲気が漂う。明るく穏やかな作風の川原作品の中では、かなりの異色作となっている。
川原自身が「シリアスとは何ぞや?」を考察した結果、描かれた作品であることをコミックス中描きにて述べている。

## ストーリー
文学部1年の鷹見 陸は友人らと比べても遜色のない数学レポートを「不可」にされ、異議を唱えるために数学科の暮林助教授の元を訪ねる。レポートの採点基準を尋ねた陸に返ってきた言葉は「きみの顔が気に入らない」だった。
その後、陸は、ひょんな事から暮林の別荘でバイトすることになったが、滞在先で暮林は不可解な言動を繰り返し、陸や暮林の友人の各務は首をひねることになる。あてがわれた陸の部屋から柳沢 周が残した日記が見つかったことによって、暮林 那智、柳沢 周、暮林 耀子の歪んだ関係が浮かび上がってくる。

## 登場人物
鷹見 陸（たかみ りく）
文学部1年。真面目で飾り気がなく物怖じしない性格。以前は三つ編みお下げで野暮ったい印象だったが、夏を前に髪を切り、暮林いわく「ハンサム」な外見になる。
夏休みのアルバイト探しに難航していたため、訝しみながらも暮林から提示された好条件のアルバイトを受けることにする。
暮林家別荘にある大量の桃の樹々の中で一本だけ、甘い実をつける樹があること、暮林がその桃の木に執着していることに気付く。
暮林 那智（くればやし なち）
数学科助教授。物静かな印象だが、講義への徹底した準備と研究者としての優秀さから、学生からの人気は高く裏では教授と呼ばれるほど慕われている。
陸を雇ったり、各務に肉体関係を迫るのを「実験」と称したり、去年の夏のことを「よく覚えていない」と語るなど不可解な言動を繰り返す。
去年、古い猟銃で仕留めた獲物を聞かれると、「燿子が白い鳥を、僕が赤い鳥を」と答える。
夏が終わるとアメリカの大学の客員教授として渡航したため大学には戻らなかった。
作中、頭身の縮小やギャグ顔になることは終始無かった。
各務 俊城（かがみ としき）
心理学科講師。陸の学部担当。気さくで親しみやすい性格。
暮林と昔からの付き合いがあり、出身校も同じ。大学では「暮林さん」だがプライベートでは「那智」と呼ぶ。耀子とは遠縁関係。
毎年暮林の別荘に滞在し、柳沢と燿子の失踪前も共に別荘で過ごしていた。
柳沢 周（やなぎさわ あまね）
理学研究科数学専攻マスターコースの優秀な学生。暮林の教え子。髪を切った陸は周にそっくりらしい。
学内では、失踪の理由は暮林夫人・燿子との駆け落ちであると噂されている。
ある目的で燿子に近付き不倫関係となる。
暮林 燿子（くればやし ようこ）
暮林の妻。暮林の恩人の娘。父親の後押しで好意を寄せていた暮林と結婚するが、他者への関心が希薄な暮林との間に夫婦の愛や絆は生まれなかった。
柳沢の意図を知りつつ関係を続け、別荘にも柳沢を招いた。

## 書誌情報
- 花とゆめコミックス『ゲートボール殺人事件』に収録。
- 白泉社文庫『中国の壺』に収録。